# Burnham (Pennsylvania)
Burnham ist ein Borough im Mifflin County im US-Bundesstaat Pennsylvania. Das U.S. Census Bureau hat bei der Volkszählung 2020 eine Einwohnerzahl von 1.991 auf einer Fläche von 2,8 km² ermittelt. Die Bevölkerungsdichte liegt bei 774 pro km².

## Demografie
Die bei der Volkszählung im Jahr 2000 ermittelten 2144 Einwohner von Burnham lebten in 919 Haushalten; darunter waren 601 Familien. Die Bevölkerungsdichte betrug 774 pro km². Im Ort wurden 983 Wohneinheiten erfasst. Unter der Bevölkerung waren 99,2 % Weiße und 0,3 % Afroamerikaner.
Unter den 919 Haushalten hatten 28,9 % Kinder unter 18 Jahren; 53,4 % waren verheiratete Paare. 30,8 % der Haushalte waren Singlehaushalte. Die durchschnittliche Haushaltsgröße war 2,33, die durchschnittliche Familiengröße 2,91 Personen.
Die Bevölkerung verteilte sich auf 22,5 % unter 18 Jahren, 6,4 % von 18 bis 24 Jahren, 29,5 % von 25 bis 44 Jahren, 25,0 % von 45 bis 64 Jahren und 16,7 % von 65 Jahren oder älter. Der Median des Alters betrug 40 Jahre.
Der Median des Haushaltseinkommens betrug 33.068 $, der Median des Familieneinkommens 40.781 $. Das Pro-Kopf-Einkommen in Burnham betrug 15.800 $. Unter der Armutsgrenze lebten 7,0 % der Bevölkerung.